# 聖アヌンツィアータ騎士団
聖アンヌンツィアータ騎士団 (せいアンヌンツィアータきしだん、Ordine Supremo della Santissima Annunziata、最も神聖なる受胎告知の騎士団)は中世イタリアで結成された騎士修道会、及びこれを後身とする世俗騎士団。1362年にサヴォイア伯アメデーオ6世によって結成され、聖モーリス騎士団と並んでサヴォイア家の騎士修道会として運営された。後にサヴォイア家の宮殿騎士団となり、やがてイタリア王位を得ると王国の最高勲章として機能した。
共和制移行により共和国勲章に最高勲章の地位を明け渡すと、亡命貴族であるサヴォイア家による名誉勲章として存続した。
騎士団長は最後の王太子であったナポリ公ヴィットーリオ・エマヌエーレ・ディ・サヴォイアを経てエマヌエーレ・フィリベルト・ディ・サヴォイア。

## 歴史
聖アンヌンツィアータ騎士団は1362年にサヴォイア伯爵であったアメデーオ6世イル・コンテ・ヴェルデによって設立された。アンヌンツィアータ（Annunziata）とは聖母マリアが神からイエスを身篭った事を知らされる「受胎告知」の場面を意味し、当初から非常に宗教色の強い騎士団として組織されていた。
アメデーオ6世イル・コンテ・ヴェルデに叙任された同騎士団の騎士は15名であったが、1434年に一族を公爵に昇爵させたアメデーオ8世イル・パチーフィコの時代に5名増員された。
1518年のカルロ3世イル・ブオーノ、1570年のエマヌエーレ・フィリベルト・テスタ・ディ・フェッロによる相次ぐ改革によって騎士団の組織制度は刷新された。特に1518年の改革では騎士団の正式名称は「オルディネ・スプレーモ・デッラ・サンティッシマ・アンヌンツィアータ（最も神聖なる受胎告知の騎士団）」へと改称された。騎士団の紋章も天使から受胎告知を受ける聖母マリアを描いた物に定められた。カルロ3世とエマヌエーレ・フィリベルトの改革によって騎士団は世俗騎士団、宮殿騎士団として名誉称号の意味合いが強まった。とはいえ修道騎士団の精神も残り、宗教的な同胞感情によってサヴォイア家と公爵軍の信頼を高める側面があった。実際、受勲者もサヴォイア家の人物を除けば「カトリック教徒」でかつ「将軍として活躍した者」に限られていた。
1985年に当時の騎士団長ヴィットーリオ・エマヌエーレ・ディ・サヴォイアによる規則改正を経て、現在の受勲資格は以下の様になっている。
- 最高位の騎士は常時20名とする。
- 騎士団の叙任は騎士団長たるサヴォイア家当主が行う。ただし、必要に応じて騎士団の助言を受ける必要がある。
- 受勲者は既に聖マウリッツィオ・ラザロ騎士団から騎士叙任を受けている必要がある。
  - 上記を満たした騎士の中で軍務において顕著な功績があった者から受勲を行う。
  - 民間においても条件を満たし、かつ顕著なサヴォイア家への功績が認められた場合、受勲を行う。
- 騎士は全員がカトリック教徒でなければならない。異教徒は名誉称号を除いて授与されない。

1925年、イタリア王国議会は王家となっていたサヴォイア家の許可を得て騎士団の叙任を事実上の最高勲章とする議案を可決させた。

## 組織

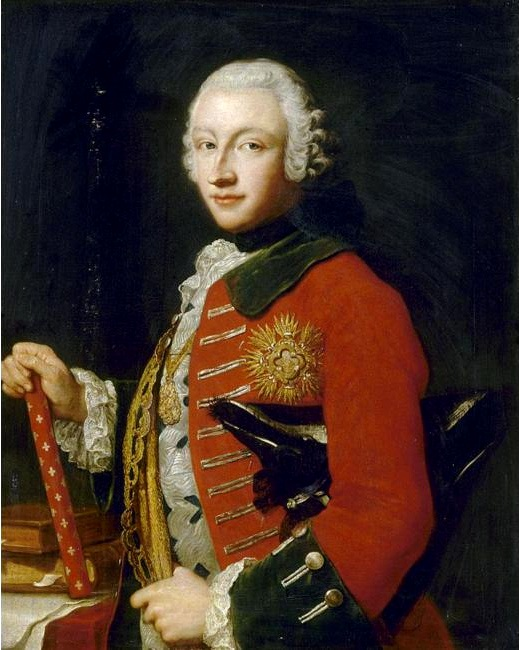
グランデ・コッラーナを着用するヴィットーリオ・アメデーオ3世の肖像画

聖アンヌンツィアータ騎士団においては、騎士団長職を除いて全て騎士の称号のみが組織内で使用され、名目上は騎士団内に階級の上下はない。騎士団の騎士に与えられる称号は等しく「Cavaliere dell'Ordine Supremo della Santissima Annunziata（最も神聖なるアンヌンツィアータの騎士）」となる。
与えられる騎士の証は二つあり、グランデ・コッラーナ（Grande Collana）とピッコラ・コッラーナ（Piccola Collana）と呼び分けられている。コッラーナとはイタリア語で「首飾り」の意味であり、騎士称号と共に与えられる金細工の装飾品の違いを示している。騎士団の紋章と「サヴォイアの蔦」と呼ばれる文様が描かれた首飾りは微妙な違いがあるが、基本的には同じ設計になっている。また首飾りには「F.E.R.T.」と刻まれているが、これはサヴォイア家の標語である。語の由来については諸説あり、1310年に十字軍遠征でロドス島を占領したアメデオ4世を讃える「Fortitudo Eius Rhodum Tulit（勇猛なる彼はロドスを征服した）」という言葉に由来するとも言われている。他により後年にサルデーニャ王位を獲得したヴィットーリオ・アメデーオ2世の「Foedere et Religione Tenemur（我等、法と神によって守られん）」という言葉であるともされる。
儀礼での場においては以下の規則がある。
- グランデ・コッラーナ(Grande Collana) は教会の祭事において、また王宮の晩餐会において、騎士団長と列席する際に身に付けなければならない。
- ピッコラ・コッラーナ(Piccola Collana) はそれ以外の場において使用する。

また組織運営はグランド・マギステリウム（Grand Magisterium、大評議会）によって行われる。大評議会は同騎士団、及びサヴォイア家に関する諮問機関を指し、サヴォイア家に関連する要人から構成されている。以下はその評議委員の一部である。
- 騎士団長及びサヴォイア家当主ヴィットーリオ・エマヌエーレ・ディ・サヴォイア
- 枢機卿ジョヴァンニ・ケーリ
- 司教フランチェスコ・サヴェリオ・サレルノ